# Auld Aisle Cemetery

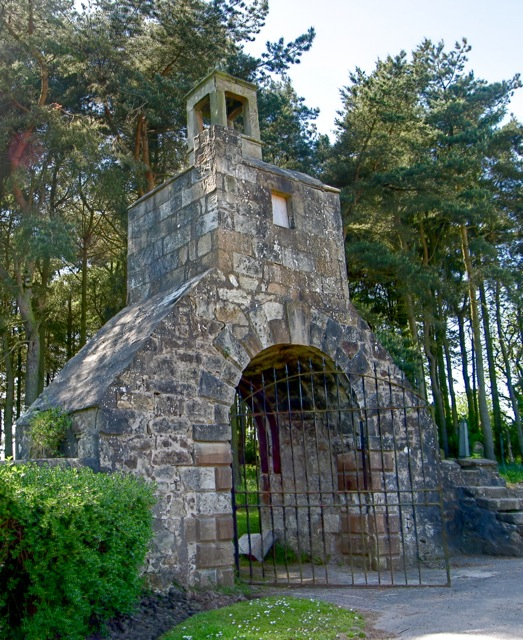
Pforte des Auld Aisle Cemetery

Der Auld Aisle Cemetery, auch Auld Isle Cemetery oder Old Isle Cemetery, ist ein Friedhof in der schottischen Stadt Kirkintilloch in East Dunbartonshire. Er liegt im Süden der Stadt an der Loch Road. 1971 wurde der Auld Aisle Cemetery in die schottischen Denkmallisten in der höchsten Kategorie A aufgenommen.

## Geschichte
Der Auld Aisle Cemetery gehört wahrscheinlich zu den ältesten erhaltenen Friedhöfen Schottlands. Er gehörte früher zu der Pfarrkirche St Ninian’s, welche die aus dem 12. Jahrhundert stammende Kapelle der Heiligen Maria im Norden Kirkintillochs ersetzte. Sie verlor wahrscheinlich Mitte des 17. Jahrhunderts nach Fertigstellung der neuen Marienkirche an Bedeutung und wurde schließlich aufgegeben. Wahrscheinlich um das Jahr 1800 erhielt der Friedhof ein Wächterhäuschen sowie einen Torbogen, welcher die Eingangspforte überspannt. Während in einem Bericht aus dem Jahre 1859 noch die Ruinen der alten Kirche auf dem Friedhof erwähnt werden, sind heute keine Überreste mehr vorhanden und die genaue Lage der Kirche ist unbekannt. Möglicherweise wurden beim Bau die Steine der alten Kirche verwertet. 1863 wurde dem alten, von einer Bruchsteinmauer umfriedeten Friedhof, im Westen eine neue Sektion angefügt.

## Beschreibung
Die Umfriedungsmauer besteht aus Bruchstein. An der Ostflanke befindet sich die alte Eingangspforte, die ein Torbogen überspannt. Er besteht aus Quadersteinen und schließt mit einem kleinen, offenen Glockenturm aus Sandstein mit Pyramidendach ab. Darunter befindet sich ein Wachtstube, deren Fenster heute blind sind. Der Raum kann durch eine Treppe an der Nordseite erreicht werden. Das einstöckige Wachthaus weist einen T-förmigen Grundriss auf. Es besteht aus Bruchstein und ist mit zwei umlaufenden Zierbändern versehen. Der überdachte Eingangsbereich befindet sich in einem Gebäudewinkel. Das Gebäude ist im Register für gefährdete, denkmalgeschützte Bauwerke in Schottland gelistet. Sein Zustand wird als schlecht, jedoch mit geringem Risiko auf Verschlechterung eingestuft. Auf dem neuen Friedhofsteil sind mehrere kunstvolle Monumente zu finden.